# Anschelika Warum

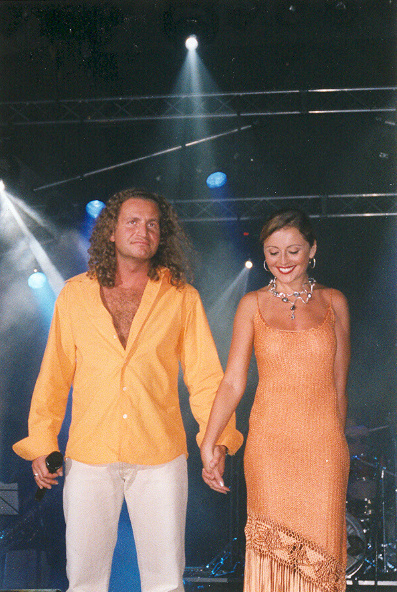
Anshelika Warum und ihr Mann Leonid Agutin

Anshelika Warum (russisch Анжели́ка Вару́м; * 26. Mai 1969 in Lwow, Sowjetunion als Marija Jurjewna Warum russisch Мари́я Ю́рьевна Вару́м) ist eine russische Pop-Sängerin.

## Werdegang
Warum wurde als Tochter des russischen Liedermachers Juri Ignatjewitsch Warum (1949–2014) und der Theater-Regisseurin Galina Michailowna Schapowalowa in der westukrainischen Stadt Lwiw geboren. Im Alter von 5 Jahren erhielt sie Klavierunterricht. Später kam noch Gitarren-Unterricht hinzu. In der Schulzeit intensivierte sie ihre musisch-praktische Ausbildung. Mit der schuleigenen Theatergruppe absolvierte sie Auftritte in der Ukraine. Sie sang traditionelle Lieder, wobei sie sich selbst auf der Gitarre begleitete.
Nach dem Schulabschluss nahm sie eine Theaterausbildung auf, die sie aber aufgrund ihres ukrainischen Akzentes nicht abschließen konnte. Sie wendete sich erneut dem Gesang zu und arbeitete zunächst als Hintergrundsängerin für unterschiedliche Produktionen. Im Jahre 1990 nahm sie auf Bitte ihres Vaters das Lied полуночный ковбой (Polunotschny kowboi/Mitternachtscowboy) auf, mit dem sie einen ersten Erfolg erzielte. 1991 veröffentlichte Warum ihr erstes Album «Good Bye, мой мальчик (Good Bye, moi maltschik/Auf Wiedersehen, mein Junge»). Zwei Jahre später nahm Anshelika Warum das Album Ля-ля-фа (Lja-Lja-Fa) auf. Die Auskoppelung Городок (Gorodok/Stadt) wurde zum Markenzeichen der Sängerin. 1994 erreichte sie das Finale des nationalen Gesangswettbewerbs Песня года (Pesnja goda/Lied des Jahres).
Anfang 1995 wurde das Album Избранное (Isdrannoje/Favoriten) herausgegeben. Kurz danach wurde das Album Осенний джа (Ossenni dscha/Herbst-Jazz) herausgegeben, mit dem die Sängerin eine musikalische Wende vollzog. Das Album wurde mit dem Preis „Ovazia“, dem russischen Pendant des Grammy, als „das beste Album“, das Video zum Titelsong des Albums als „das beste Video“ des Jahres ausgezeichnet. Anshelika Warum erhielt die Auszeichnung „beste Sängerin des Jahres“.
1996 erschien das Album В двух минутах от любви (W dwuch minutach ot ljubwi/Zwei Minuten vor der Liebe), das wiederum ausgezeichnet wurde. Im selben Jahr erschien das wesentlich experimenteller angelegte Album Зимняя вишня (Winterkirsche). Anshelika Warum ging mit diesem Album auf Tour.
1997 bekam sie vom Theaterregisseur Leonid Truschkin das Angebot, eine Rolle in seinem Stück Поза эмигранта (posa emigranta/Die Pose des Auswanderers) nach G.Slutskis Roman Банкир (bankir/Der Banker) zu übernehmen.
Die Erstaufführung fand im Oktober im Moskauer Wachtangow-Theater statt. Anshelika Warum wurde für ihre schauspielerische Leistung ausgezeichnet. 1997 begann die Zusammenarbeit mit dem Sänger und Musiker Leonid Agutin, den sie später heiratete.
Im Jahre 1999 wurden das siebte Album der Sängerin Только она (Tol'ko ona/Nur sie) und das Album «the Best» herausgegeben, das Livemitschnitte ihrer Konzerttourneen beinhaltet. Im selben Jahr war Anshelika Warum zum ersten Mal im Kino zu sehen, als Darstellerin in dem Film Небо в алмазах (nebo v almasach/Himmel voller Diamanten).
Im darauffolgenden Jahr veröffentlichten Anshelika Warum und Leonid Agutin ihr erstes gemeinsames Album Служебный роман (sluschebny roman/Dienstromanze), mit dem sie unter dem Tournee-Titel Половина сердца (polowina serdza"/Die Hälfte des Herzens) auf Russlandtournee gingen.
2002 wurden das Album Стоп, любопытство (stop, ljubopytstwo/Die Neugier anhalten) mit einem dazugehörigen neuen Tourneeprogramm Римские каникулы (rimskije kanikuly/Urlaub in Rom) präsentiert. Im Jahre 2003 spielte Anshelika Warum eine Rolle im Kriminalfilm Каменская 3: Когда боги смеются, (Kamenskaja 3: Wenn die Götter lachen). Im selben Jahr veröffentlichte sie das Lied Пожар (poschar/Feuer). Es folgte ein Jahr der gemeinsamen Konzerttätigkeit mit Leonid Agutin. Sie begaben sich auf Welttournee mit Konzerten in den Vereinigten Staaten, Deutschland, Israel, Belarus, der Ukraine und Russland.
Im Jahr 2005 wurde ein neuer Film veröffentlicht. Das Musical „Двенадцать стульев (Zwölf Stühle)“ basiert auf dem gleichnamigen Buch von Ilf und Petrov. Im selben Jahr präsentiert sie den Song „Ты и Я (ty i ya/Du und ich“) der über die Grenzen Russlands hinaus Erfolg hatte. Darüber hinaus wirkte sie am Album «Cosmopolitan Life» von Leonid Agutin und Al di Meola mit.
Im November veröffentlichte sie ein weiteres eigenes Album mit dem Titel Музыка (musyka/Musik).
2007 nahm Anshelika Warum ein Duett mit Leonid Agutin Две дороги, два пути (dwe drogi, dwa puti/Zwei Straßen, zwei Wege) auf, für das das Paar den Musikpreis Золотой граммофон (Goldene Schallplatte) erhielt.
Im November 2009 wurde ein neues Album Если он уйдет (Wenn er geht) präsentiert, das wiederum von Videoproduktionen begleitet wird, bei denen Anshelika Warum nun selbst Regie führte. Anshelikas Bruder Michail Warum trat auf dem Album mit dem Stück Этюд (etjud/Etüde) zum ersten Mal als Komponist in Erscheinung. Im Jahre 2011 begann Anshelika Warum damit, Überarbeitungen von Kompositionen ihres Vaters aufzunehmen, die sie 2012 veröffentlichte. Es folgte im Jahr 2013 wiederum eine Konzertreise zusammen mit Leonid Agutin.
Sie lebt in Moskau.